# Saynakhonevieng Phommapanya
Saynakhonevieng Phommapanya (Vientián, Laos; 28 de octubre de 1987) es un exfutbolista de Laos que jugaba en la posición de defensa. En 2017 él fue vetado de por vida del fútbol profesional y actividades relacionadas por arreglo de partidos.

## Carrera

### Club
| Periodo   | Club          |
| --------- | ------------- |
| 2005–2009 | Vientiane FC  |
| 2010–2013 | Yotha FC      |
| 2014–2017 | Lao Toyota FC |

### Selección nacional
Jugó para Laos de 2006 a 2016 con la que jugó 54 partidos y anotó dos goles y participó en los Juegos Asiáticos de 2014, siendo actualmente el jugador con más partidos con la selección nacional.

## Logros
- Liga Premier de Laos

2005, 2006, 2011, 2015, 2017